# Tessmannia anomala
Tessmannia anomala är en ärtväxtart som först beskrevs av Marc Micheli, och fick sitt nu gällande namn av Hermann August Theodor Harms. Tessmannia anomala ingår i släktet Tessmannia och familjen ärtväxter. Inga underarter finns listade i Catalogue of Life.